# Présidence française du Conseil de l'Union européenne en 2000
La présidence française du Conseil de l'Union européenne en 2000 désigne la onzième présidence du Conseil de l'Union européenne effectuée par la France  depuis la création de l'Union européenne en 1958.
Elle fait suite à la présidence portugaise de 2000 et précède celle de la présidence suédoise du Conseil de l'Union européenne à partir du 1er janvier 2001.

## Sources